# 氢的自旋异构体

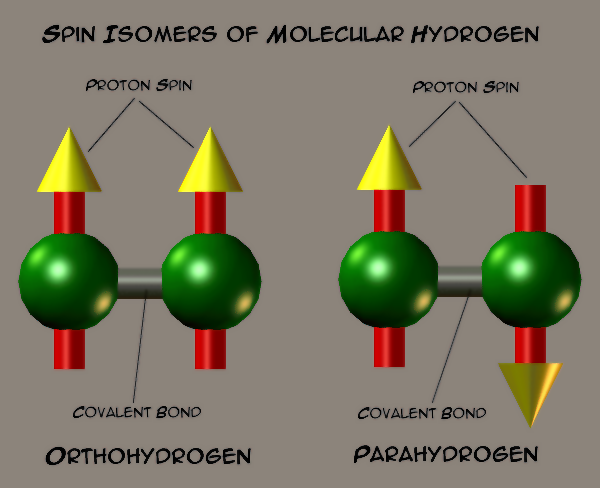
分子氢自旋异构体的示意图，左为正氢，右为仲氢。

正氢和仲氢是分子氢的两种自旋异构体，这种异构现象是由于两个氢原子的核自旋有两种可能的偶合而引起的。正氢中两个核的自旋是平行的，仲氢中两个核的自旋则是反平行的。因此正氢的自旋量子数 J 相当于奇数值，仲氢的 J 则相当于偶数值。仲氢分子的磁矩为零，正氢分子的磁矩为质子磁矩的两倍。
氢气通常是正氢和仲氢的平衡混合物。室温热平衡态下，氢气大约是75%正氢和25%仲氢的混合物。仲氢为低温下的稳定物，不过这个平衡根据温度变化进行的调节是相当缓慢的。为了加速平衡的建立，可以使用原子氢将氢气活化，或使用催化剂。